# Эпопея о Кожаном Чулке
Эпопея о Кожаном Чулке — серия романов Джеймса Фенимора Купера о Натаниэле Бампо, также известном как Кожаный Чулок, Длинный Карабин, Зверобой и Соколиный Глаз. Первое произведение данного цикла, «Пионеры, или У истоков Саскуиханны», было опубликовано в 1823 году, далее последовали романы «Последний из могикан, или Повествование о 1757 годе» (1826 год), «Прерия» (1827 год), «Следопыт, или На берегах Онтарио» (1840 год) и «Зверобой, или Первая тропа войны» (1841 год). Эпопея охватывает временной промежуток с 1740 по 1806 годы, в романах в том числе получила отражение Американская война за независимость.

## История публикации
| Дата публикации | Хронологический период в произведении | Название                                              | Оригинальное название    |
| --------------- | ------------------------------------- | ----------------------------------------------------- | ------------------------ |
| 1841            | 1740–1755                             | «Зверобой, или Первая тропа войны»                    | The Deerslayer           |
| 1826            | 1757                                  | «Последний из могикан, или Повествование о 1757 годе» | The Last of the Mohicans |
| 1840            | 1758–1759                             | «Следопыт, или На берегах Онтарио»                    | The Pathfinder           |
| 1823            | 1793                                  | «Пионеры, или У истоков Саскуиханны»                  | The Pioneers             |
| 1827            | 1804                                  | «Прерия»                                              | The Prairie              |

## Экранизации
В 1969 году вышел цикл из четырёх фильмов производства ФРГ главную роль в котором исполнил Хельмут Ланге.